# 卡斯泰尔迪多内
卡斯泰尔迪多内（義大利語：Casteldidone），是意大利克雷莫纳省的一个市镇。总面积10平方公里，人口580人，人口密度58.0人/平方公里（2009年）。国家统计（ISTAT）代码为019023。